# Kim Dzsonghjok
Kim Dzsonghjok (Kim Jong-Hyeok) (hangul: 김종혁; 1983. március 31. –) dél-koreai nemzetközi labdarúgó-játékvezető.

## Pályafutása
2009-ben lett FIFA-bíró. Vezetett mérkőzéseket a 2014-es labdarúgó-világbajnokság-selejtezők során is, kezdve a Mongólia–Mianmar első körös mérkőzéssel.